# Kuznețove, Domanivka
Kuznețove (în ucraineană Кузнецове) este un sat în comuna Șceaslîvka din raionul Domanivka, regiunea Mîkolaiiv, Ucraina.

## Demografie
Componența lingvistică a localității Kuznețove
     Ucraineană (94,62%)
     Română (3,12%)
     Rusă (1,98%)
Conform recensământului din 2001, majoritatea populației localității Kuznețove era vorbitoare de ucraineană (94,62%), existând în minoritate și vorbitori de română (3,12%) și rusă (1,98%).